# لوسيل ويلر
لوسيل ويلر هي متزحلقة كندية، ولدت في 14 يناير 1935 في مونتريال في كندا.

## وصلات خارجية
- لوسيل ويلر على موقع الاتحاد الدولي للتزلج (التزلج على المنحدرات الثلجية) (الإنجليزية)
- لوسيل ويلر على موقع اللجنة الأولمبية الدولية (الإنجليزية)
- لوسيل ويلر على موقع أوليمبيديا (الإنجليزية)
- لوسيل ويلر على موقع اللجنة الأولمبية الكندية (الإنجليزية)
- لوسيل ويلر على موقع قاعة كندا للمشاهير الرياضية (الإنجليزية)
- لوسيل ويلر على موقع قاعة كيبيك للمشاهير الرياضية (الفرنسية)